# Moor (Berg)
Der Moor ist ein 2342 m ü. M. hoher Gipfel der Appenzeller Alpen im Alpsteingebiet in der Schweiz.

## Erstbegehung
Die Südwand  wurde am 10. Oktober 1948 erstmals von den Ostschweizer Alpinisten Alfred Eberli und Sepp Bolt durchstiegen. Die Route weist eine Schwierigkeit von VI– auf und führt durch bruchanfälligen Kalkfels mit mehreren Seillängen, Kaminen, Platten und ausgesetzter Querung. Die Begehung dauerte etwa 4 bis 7 Stunden. Besonders die erste Seillänge mit einer gelben Platte und brüchigen Rissen stellte eine technische Herausforderung dar. Die Route endet über Grasbänder im Gipfelbereich.